# Alexeni (gmina)
Alexeni – gmina w Rumunii, w okręgu Jałomica. Obejmuje tylko jedną miejscowość Alexeni. W 2011 roku liczyła 2410 mieszkańców. 